# كورب-65
| معايير CURB-65                                                                        | معايير CURB-65 |
| الأعراض                                                                               | النقاط         |
| ------------------------------------------------------------------------------------- | -------------- |
| ارتباك (تخليط ذهني) (C)                                                               | 1              |
| يوريا (U) أكثر من 15 ميلي مول/لتر أو نتروجين الدم (BUN) أكثر من 7 ميلي مول\لتر        | 1              |
| معدل التنفس (R) أكثر من 30                                                            | 1              |
| ضغط الدم الانقباضي SBP أقل من 90 ميليمتر زئبقي، الانبساطي DBP أقل من 60 ميليمتر زئبقي | 1              |
| العمر>=65                                                                             | 1              |

كورب-65 (بالإنجليزية: CURB-65)‏ أو معايير كورب (بالإنجليزية: CURB criteria)‏ هي قاعدة تنبؤ سريري مصادق عليها لتوقع الوفيات الناتجة عن ذات الرئة المكتسب من المجتمع والعدوى في أي مكان في الجسم. اعتمد في استنباط كورب-65 على قيم كورب أقدم كانت تنصح بها جمعية الصدر البريطانية لتقييم حدة ذات الرئة.
كلمة كورب (CURB) هي اسم تاجي لعوامل الخطورة المستخدمة في قياسه كما يظهر في الجدول.

## توقع الوفيات بسبب ذات الرئة
احتمال الوفاة خلال 30 يوما يزداد بزيادة قيمة كورب-65:
| قيمة كورب-65 | احتمال الوفاة |
| ------------ | ------------- |
| 0            | 0.6٪          |
| 1            | 2.7٪          |
| 2            | 6.8٪          |
| 3            | 14.0٪         |
| 4            | 27.8٪         |
| 5            | 27.8٪         |

قورن كورب-65 مع منسب شدة ذات الرئة في توقع الوفيات بسبب ذات الرئة. أظهرت النتائج أن منسب شدة ذات الرئة أشد تمييزا للوفيات قصيرة المدى، لذلك فهو أدق من كورب-65 أو من سابقه قيمة كورب، لكن منسب شدة ذات الرئة أكثر تعقيدا ويحتاج لأخذ عينة من الدم لقياس مستوى الأكسجين وغيره من الفحوص الأخرى، لذلك فإن كورب-65 أسهل في الظروف الأساسية. هنالك نوع محور من كورب-65 ألغى قياس اليوريا اسمه كرب-65 (CRB-65)، وهو أسهل استخداما ويعتمد على التاريخ المرضي ولا يحتاج لأخذ عينات الدم لإجراء الفحوص.
قيمة كورب-65 تستخدم لاتخاذ الإجراء المناسب للمريض.
| قيمة كورب-65 | الإجراء                                                                          |
| ------------ | -------------------------------------------------------------------------------- |
| 0-1          | يعالج خارج المستشفى                                                              |
| 2-3          | يحتاج للبقاء فترة قصيرة في المستشفى ثم يراقب خارج المستشفى                       |
| 4-5          | يجب أن يبقى في المستشفى والنظر في حالته إن كانت تستوجب دخول وحدة العناية المركزة |

## أنواع العدوى الأخرى
يزداد احتمال الوفاة بسبب العدوى بزيادة قيمة كورب-65.
| قيمة كورب-65 | نسبة الوفيات |
| ------------ | ------------ |
| 0-1          | أقل من 5٪    |
| 2-3          | أقل من 10٪   |
| 4-5          | 15-30٪       |